# HD La Relève
Pour les articles homonymes, voir Relève.
HD La Relève est un rappeur masqué belge de Bruxelles et aux origines congolaises.

## Biographie

### Vie privée
HD La Relève naît à Kinshasa vers la fin du XXe siècle et arrive à Bruxelles comme réfugié, alors qu'il n'a qu'un an. Il grandit dans le quartier de Berchem-Sainte-Agathe.
Le rappeur dévoile dans plusieurs interviews qu'il est également sportif de haut niveau. C'est pour cette raison, pour ne pas mêler les deux univers, qu'il n'affiche pas son visage depuis ses débuts et porte un masque.

### Carrière
Le pseudonyme de HD La Relève, voire HD, accompagne le rappeur depuis ses débuts. Dans un freestyle sorti en 2014, il dit notamment « HD La Relève, AKA haute définition, haut débit ». Les lettres HD seraient ainsi le sigle de l'un ou l'autre, voire des deux à la fois.

#### Débuts avec New School (2013-2015)
HD La Relève commence le rap au sein du groupe bruxellois New School, avec Sylex, Bla, Pshyko et Chesco. Leur premier morceau est partagé en août 2013. Son freestyle solo Début du commencement part.6, sorti sur la chaîne YouTube de son groupe fin octobre 2014, devient le premier clip de rap belge à dépasser le million de vues sur la plateforme.
À la suite de ce succès, HD reçoit des propositions de labels, que ce soit pour le groupe ou pour lui uniquement, qu'il fait le choix de décliner. "Pour moi, c’était de la passion et de l’amusement. J’ai préféré me retirer et me focus sur mon autre vie qui était plus concrète". HD signe sa dernière apparition avec le groupe en février 2015, sur BXXL (T'es matrixé 2).

#### Pause sportive (2015-2021)
Pendant près de six ans, HD La Relève se retire ainsi du monde de la musique pour se consacrer à sa vie de sportif. "Je suis quelqu’un qui, quand il se met dans quelque chose, s’y met à fond et je ne sentais pas capable de me mettre vraiment à fond dans le rap, car je savais que j’allais devoir tirer entre deux choses", explique-t-il en juin 2023.

#### Retour et sérieMobulu(2021-2022)
Avec le morceau Alpha, HD fait son retour dans le rap en janvier 2021, en solo. Il propose cinq autres morceaux au cours de l'année 2021. À partir du mois de 2022, HD La Relève propose la série de freestyles Mobulu, en quatre morceaux clippés. Le titre de la série provient du Lingala et signifie "agité", "explosif", ou encore "désordre",.
Fin décembre 2022, HD est sélectionné par la RTBF parmi les 15 artistes francophones de hip-hop à suivre en 2023.

#### Dieu, mes Frères et le Fer(2023)
Il réalise une sorte de rébus pour que les auditeurs puissent trouver le titre de sa première mixtape. Il s'agit de Dieu, mes Frères et le Fer, qui sort le 4 mai 2023. Les invités de ce premier projet de 17 titres sont Hamza (pour deux morceaux, Elastiqué et Somebody), Ashe 22 (Double H), Gradur (J'peux pas) et KeBlack (C'est le binks - Remix). HD voit ce projet comme "une carte de visite où je montre plein de skills différents".
En octobre 2023, il réalise plusieurs premières parties des concerts de Hamza,. En novembre 2023, il compte près de 300.000 auditeurs mensuels sur Spotify. Le même mois, il est invité par Générations pour une mixtape de 19 titres intitulée Générations Street et sur laquelle de gros noms et artistes émergents se trouvent, comme Leto, Jnr Slice, Fresh La Douille, Saamou Skuu, SLK, Bakari...

## Style
HD tire son inspiration dans la musique congolaise et africaine de manière générale. Par exemple, Atchoutchou propose des sonorités afro-drill rappelant la kizomba.

## Discographie

### Mixtapes
- 2023 : Dieu, mes Frères et le Fer

### EPs
- 2025 : Brique par brique part. 1

### Singles
- 2021 :
  - Alpha
  - Madrassa
  - Mamma Mia
  - John Wick
  - Berlusconi
  - Lnss 4
- 2022 :
  - Lnss 5
  - Mobulu #1 - Milli Milli
  - Mobulu #2 - Sombre Mélodie
  - Mobulu #3 - Ca Pète
  - Mobulu #4 - El Pichichi
  - The Wire
- 2023 :
  - Paro (Freestyle Rapelite)
  - Cache Cache
  - C'est le binks
  - J'peux pas (feat. Gradur)
  - Elastiqué (feat. Hamza)
  - Somebody (feat. Hamza)
  - Double H (feat. Ashe 22)
  - C'est le binks - Remix (feat. KeBlack)
  - 2025 :
    - Master P

### Apparitions
- 2022 :
  - Dalsim feat. HD La Relève - La rue (sur l'EP Qfltan 2)
  - La Miellerie feat. HD La Relève - The Wire
- 2023 :
  - Caballero & JeanJass feat. HD La Relève et Yanso - Mon dos (sur l'album High & Fines Herbes - Edition 420)
  - Générations feat. HD La Relève - Comme Eux (sur la mixtape Générations Street)
  - E17 feat. HD La Relève et Rimkhana - Connecté (sur le projet E17)